# Тягунов, Иван Петрович
Иван Петрович Тягунов (1898—1967) — советский военачальник, генерал-лейтенант технических войск (1944). Начальник Главного автобронетанкового управления Вооружённых Сил СССР (1943—1947), участник Гражданской и Великой Отечественной войн.

## Биография
Родился 25 января 1898 года в деревне Пусто-Роменка, Тверской губернии.
С 1917 года призван в ряды РККА, участник Гражданской войны воевал на Западном фронте. С 1918 по 1919 год обучался на Первых Петроградских артиллерийских курсах. С 1919 по 1920 год — помощник командира учебного взвода Первых Советских артиллерийских курсов. С 1920 года служил в Артиллерийской школе НРА ДВР в должностях старшего инструктора и военного комиссара. С 1920 по 1921 год — военный комиссар Отдела формирования и обучения, артиллерии Народно-революционной армии Дальневосточной республики, воевал на Северо-Западном и Восточном фронтах.
С января по май 1921 года служил в Инструкторском управлении артиллерии РККА в должности военного комиссара. С 1921 по 1922 год служил в Главном управлении военно-учебных заведений РККА в должностях политического консультанта и инструктора. В 1922 году был назначен помощником начальника артиллерии по политической части Кронштадтской крепости. С 1922 по 1924 год — комиссар артиллерии и военный комиссар 1-го стрелкового корпуса. С 1924 по 1925 год — военный комиссар Первой Петроградской артиллерийской школы командного состава РККА. С 1925 по 1930 год обучался на факультете механизации и моторизации Военно-технической академии имени Ф. Э. Дзержинского.
С 1930 по 1933 года на научно-педагогической работе в Военной артиллерийской академии РККА в должностях — начальника факультета механизации и моторизации и помощника начальника этой академии по технической части. С 1933 года переведён в кадры Разведывательного управления РККА и направлен на военно-дипломатическую работу в качестве помощника военного атташе при полпредстве СССР во Франции. С 1933 по 1938 год — военный атташе при полпредстве СССР в Литве. С 1938 по 1940 год находился в распоряжении Управления по командному и начальствующему составу РККА. С 1940 по 1942 год — начальник Автотракторного управления, с 1942 по 1943 год — начальник управления снабжения Главного автобронетанкового управления Красной армии. С 1943 по 1947 год — начальник Главного автобронетанкового управления Вооружённых Сил СССР, под руководством и при участии И. П. Тягунова велась разработка первого послевоенного поколения различной военной автомобильной техники.
С 1947 года в запасе.
Скончался 5 июня 1967 года в Москве, похоронен на Пятницком кладбище.

## Высшие воинские звания
- Генерал-майор технических войск (3.05.1942)
- Генерал-лейтенант технических войск (17.01.1944)[5]

## Награды
- Орден Ленина (21.02.1945)
- четыре ордена Красного Знамени (10.11.1942, 18.09.1943, 03.11.1944, 24.06.1948)
- Орден Кутузова II степени (02.05.1945)
- Орден Отечественной войны I степени (31.08.1944)
- Орден Красной Звезды (11.04.1940)
- Медаль «XX лет РККА» (1938)
- Медаль «За оборону Москвы» (1944)
- Медаль «За победу над Германией в Великой Отечественной войне 1941—1945 гг.» (09.08.1945)[6]